# Víctor Aguilar
Víctor Hugo Aguilar (* 5. September 1990) ist ein bolivianischer Leichtathlet, der im Mittel- und Langstreckenlauf sowie im Hindernislauf antritt.

## Sportliche Laufbahn
Erste internationale Erfahrungen sammelte Víctor Aguilar im Jahr 2017, als er bei den Südamerikameisterschaften in Luque in 3:57,47 min den achten Platz im 1500-Meter-Lauf belegte und auch über 3000 m Hindernis nach 10:03,02 min auf Rang acht gelangte. Anschließend wurde er bei den Juegos Bolivarianos in Santa Marta in 9:13,75 min Fünfter im Hindernislauf. 2019 erreichte er dann bei den Südamerikameisterschaften in Lima in 9:00,54 min Rang sieben. 2024 kam er bei den Ibero-Amerikanischen Meisterschaften in Cuiabá im 10-km-Straßenlauf nicht ins Ziel und im Jahr darauf belegte er bei den Hallensüdamerikameisterschaften in Cochabamba in 4:03,29 min den fünften Platz über 1500 Meter. Zudem gewann er in 8:37,31 min die Silbermedaille über 3000 Meter hinter seinem Landsmann David Ninavia. Ende April belegte er bei den Südamerikameisterschaften in Mar del Plata in 9:09,52 min den sechsten Platz im Hindernislauf.

## Persönliche Bestleistungen
- 1500 Meter: 3:54,69 min, 30. Juni 2016 in São Bernardo do Campo
  - 1500 Meter (Halle): 4:03,29 min, 22. Februar 2025 in Cochabamba
- 3000 Meter: 8:36,52 min, 9. Juni 2024 in Cochabamba
  - 3000 Meter (Halle): 8:37,31 min, 23. Februar 2025 in Cochabamba
- 5000 Meter: 14:21,16 min, 26. Mai 2017 in Lima
- 3000 m Hindernis: 8:58,86 min, 29. März 2025 in Lima